# Забор
Забо́р (также городьба, изгородь, огорожа, ограда, палисад, плетень, тын, частокол) — сооружение, которое охватывает территорию, как правило, на открытом воздухе, состоящее только из ограждающих (самонесущих) конструкций. Служит для ограждения (защиты) и обрамления (обозначения границы) той или иной территории. Обычно состоит из столбов и перегородок из различных материалов. 
Различают глухие (сплошные) заборы — и несплошные, с просветами (например, частокол).
В заборе обычно делают калитки для прохода и ворота для проезда.

## История забора

### Заборы в древности
Первыми защитными сооружениями стали рвы, заполненные водой, и заборы. Сначала это были примитивные заборы из подручных природных материалов, в основном из дерева и камня. В дальнейшем, с изобретением орудий труда и освоением гончарного ремесла, стали появляться металлические и кирпичные заборы.
Металл и кирпич и в наши дни остаются одними из лучших строительных материалов — как самостоятельные материалы, так и в сочетании друг с другом. Появились кованые заборы, заборы из профлиста, чугунные и алюминиевые, а также разнообразные кирпичные заборы из кирпича различной фактуры. Не вышли из употребления дерево и камень — их тоже научились обрабатывать.

### Заборы в Российской империи и современном мире
Сплошные заборы на дачах и загородных домах (поместьях, виллах, дворцах и т. д.) у российской знати XIX — начала XX века практически отсутствовали, так как считалось, что они скрывают архитектурную красоту зданий и прилежащих к ним парков. Приемлемы были лишь решётки и живые изгороди. Возведение заборов считалось моветоном и характеризовало мещанство и другие низкие слои населения.
В современном мире заборы относительно редко встречаются в развитых странах, где в сельской местности преобладает частная застройка хуторского плана, поддерживаемая развитой дорожной инфраструктурой. Исключение составляют ряд регионов с этнически напряжённой обстановкой (юг США, Северная Ирландия и др.). При этом в развивающихся странах заборы — частое явление; это связано и с высоким уровнем преступности (Бразилия, ЮАР, Мексика и др.), и с более плотной застройкой (Индия, Бангладеш), и со слабой инфраструктурой (Россия).

## Типы заборов
В зависимости от используемого материала различают следующие заборы:
- из жердей,
- из штакетника,
- из камня,
- из железобетона,
- с использованием сварных панелей,
- с использованием металлической сетки-рабицы,
- из естественных насаждений (живая изгородь),
- с использованием профилированного листа.
- деревянный из горизонтальных (жалюзи) и вертикальных досок (штакетник)

### Каменные заборы
Каменный забор представляет собой возведенную на соответствующем фундаменте стену, выложенную из бутового камня, кирпича, кирпичных или бетонных блоков. Обычно каменные заборы усиливают на равном расстоянии друг от друга столбами из того же материала. В ряде случаев имеется цоколь, идущий вдоль поверхности земли, и карниз, идущий по верхней части забора.

### Железобетонные заборы
Полтора века назад человечество освоило новый строительный материал — железобетон. Он и по сей день остается одним из основных и самых востребованных строительных материалов. Нет ничего удивительного в том, что и заборы стали производить из этого распространенного материала — железобетон в сочетании с новыми технологиями установки забора позволил значительно сэкономить средства на ограждение территории. Себестоимость бетонного забора оказалась в несколько раз дешевле аналогичных заборов из кирпича и металла, не уступая им в качестве.
Ещё в конце 1980-х годов в СССР производством бетонных заборов занимались только государственные комбинаты, не ориентированные на запросы отдельно взятого человека, заборы выпускались громоздкие, пригодные лишь для ограждения крупных предприятий и промзон. Позже на этих и других предприятиях стали выпускаться бетонные заборы и для частных нужд.
Один из самых популярных в СССР и России видов бетонного забора «с ромбиками» («плита ограды ПО‑2») был спроектирован в 70-е главным архитектором конструкторско-технического бюро «Мосгорстройматериалы» Борисом Лахманом для охраны важных объектов вроде воинских частей или промпредприятий. За дизайн он получил в 1974 году на ВДНХ в Москве бронзовую медаль и 50 рублей премии. В 1981 году в поисках личной свободы и стремлении стать американским архитектором Лахман переехал на постоянное место жительство в Нью-Йорк (США), где работал в архитектурной фирме Richard M. Bellamy. К популярности в России спроектированного им забора относится с недоумением.

### Панельные заборы
В последнее время, в связи с активизацией международного терроризма, всё большее распространение получают заборы из панелей, сваренных из стальной проволоки. Такие заборы незаменимы при ограждении военных объектов, аэропортов, атомных электростанций, школ, детских садов, спортивных площадок и площадок для сдачи нормативов ГТО, а также многих других объектов, охрана которых должна иметь возможность видеть, что происходит за пределами охраняемой территории и вовремя реагировать на попытки проникновения на охраняемый объект.
Кроме того, заборы из панелей, сваренных из стальной проволоки, нашли широкое применение в «мирных» ограждениях. «Прозрачный» панельный забор удобен там, где нет нужды «прятать» то, что находится за ним. Панельный забор широко используется для ограждения парков, общественных сооружений, спортивных площадок и др.
Во многих странах существуют даже запреты на использование «глухих» заборов, например, между территориями частных владений, что делает панельный забор просто незаменимым.
Ещё одним плюсом панельного забора является то, что технология его изготовления позволяет гарантировать надежную защиту от коррозии, а, значит, отпадает нужда в периодической окраске такого забора или другой защите его от воздействия окружающей среды.
Панельные заборы делятся  на 2 вида
2D панели - сделаны из сварных панелей, в основе которых сетка, состоящая из прутьев, прутья фиксируются со строгим шагом 50×200 мм. Диаметр прутьев достигает 5 мм, панель, шириной до 2,5 м, крепежных элементов и опорных столбов. Не имеют гиба!  
3D панели металлическая сетка в определенных местах выгнута (профилирована), благодаря чему такой забор смотрится объемнее и интереснее. Есть отличия и в размерах сеток. Шаг прута (размер ячейки может быть любым. Панели изготавливаются из стального оцинкованного прутка методом точечной сварки, 3D гиб усиливает прочность конструкции и делает панель самонесущей.

### Заборы из профнастила
Это «глухой» тип забора, изготовленный, соответственно, из секций профнастила — материала легкого, неприхотливого в использовании, отличающегося долговечностью и сравнительно низкой стоимостью. Его главные минусы заключаются в том, что он менее эстетичен (улицы населённых пунктов принимают вид монотонных тоннелей-лабиринтов), его непродуваемость меняет микроклимат огороженного участка, что становится причиной болезни растений.

## Военное дело
Во всех прежних военных конфликтах при обороне применяли ограды, частоколы, засеки, завалы, земляные рвы, земляные насыпи, волчьи ямы, ежи, сети, заборы из колючей проволоки и другие невзрывные заграждения. Системы заграждений строились искусно и заблаговременно, в сочетании с естественными природными препятствиями — реками, озёрами, болотами, лесными массивами и тому подобное.
Забор в военном деле России искусственное противотранспортное, противодесантное и противопехотное заграждение, которое устраивается из колючей проволоки на вероятных путях продвижения противника, в местах, где объезд или обход забора затруднён. Также возможно минирование забора.
Так же применяется в мирное время для ограничения доступа к каким либо объектам. Наиболее знаменитые заборы: Американский забор, Израильский забор (разделительный забор — ивр. גדר ההפרדה‎).

## Заборы в литературе и искусстве
- Песня, прозвучавшая в кинофильме «Неуловимые мстители»: «Спрячь за высоким забором девчонку — выкраду вместе с забором….». Музыка написана Борисом Мокроусовым, слова — Роберта Рождественского, исполнитель Василий Васильев[4].